# Côte de Knox
Pour les articles homonymes, voir Knox.
 (avril 2020).
La côte de Knox est une zone faisant partie de la terre de Wilkes située en Antarctique entre le cap Hordern, à 100°31′E, et les îles Hatch, à 109°16′E.

## Histoire
La côte est découverte en février 1840 par l'expédition Wilkes dirigée par le lieutenant Charles Wilkes. La côte est nommée par Wilkes pour rendre hommage à Samuel R. Knox, un lieutenant de la marine américaine qui a servi de capitaine pendant l'expédition en Antarctique sur l'USS Vincennes.